# Rudolf Kroc
Rudolf Kroc (20. září 1909 Vídeň – 17. června 1977 Fairfax County, Virginie) byl československý sportovní plavec a pólista české národnosti, účastník olympijských her v roce 1928 a 1936. V období Protektorátu (1939-1945) vysoký sportovní funkcionář, předseda plaveckého svazu a člen komisí Kuratoria.

## Život
Závodnímu plavání a vodnímu pólu se věnoval v maďarském sportovním klubu PTE Bratislava (Polgari Torna Egyesület) v Bratislavě. Ve vodním pólu hrál na pozici útočníka. Tvořil údernou útočnou trojici klubu PTE společně s Pavolem Steinerem a Michalem Schmuckem starším. V roce 1928 byl náhradníkem týmu vodních pólistů na olympijských hrách v Amsterdamu.
V roce 1932 došlo z finančních důvodů k rozpuštění plaveckého oddílu PTE Bratislava a na jaře téhož roku přestoupil do APK Praha. Od roku 1934 hrál opět v Bratislavě za 1. ČsŠK Bratislava (dnešní Slovan) a po roce se vrátil do obnoveného PTE Bratislava. Svoji sportovní kariéru uzavřel v roce 1936 účastí na olympijských hrách v Berlíně jako náhradník týmů vodních pólistů.
Po rozpadu Česko-Slovenska v roce 1939 musel kvůli české národnosti žít v Protektorátu. Jako člen AC Sparta Praha byl v roce 1942 zvolen předsedou Českého amatérského plaveckého svazu, kterou vykonával do roku 1945; byl zároveň vysokým funkcionářem proněmeckého Kuratoria pro výchovu mládeže.
Po roce 1948 s rodinou z Československa emigroval. Azyl mu poskytly Spojené státy, kde zemřel v roce 1977 ve věku 67 let.